# Ludność Bielawy

Herb Bielawy

## LudnośćBielawy
- 1885 - 14 409[1]
- 1925 - 17 704   (w tym 13 Żydów[2])[3]
- 1933 - 19 666   (w tym 8 Żydów[2])[3]
- 1939 - 20 116
- 1946 - 17 269   (spis powszechny)
- 1950 - 22 367   (spis powszechny)
- 1955 - 25 520
- 1960 - 28 090   (spis powszechny)
- 1961 - 29 200
- 1962 - 29 400
- 1963 - 30 000
- 1964 - 30 500
- 1965 - 30 869
- 1966 - 31 200
- 1967 - 31 800
- 1968 - 32 200
- 1969 - 32 300
- 1970 - 31 051   (spis powszechny)
- 1971 - 31 300
- 1972 - 31 600
- 1973 - 31 700
- 1974 - 32 005
- 1975 - 32 328
- 1976 - 32 800
- 1977 - 32 900
- 1978 - 32 100   (spis powszechny)
- 1979 - 32 100
- 1980 - 32 309
- 1981 - 32 545
- 1982 - 32 741
- 1983 - 32 974
- 1984 - 33 377
- 1985 - 33 983
- 1986 - 34 010
- 1987 - 34 135
- 1988 - 34 153   (spis powszechny)
- 1989 - 34 219
- 1990 - 34 344
- 1991 - 34 512
- 1992 - 34 851
- 1993 - 34 785
- 1994 - 34 624
- 1995 - 34 382
- 1996 - 34 203
- 1997 - 34 008
- 1998 - 33 793
- 1999 - 33 585
- 2000 - 33 528
- 2001 - 33 485
- 2002 - 31 787   (spis powszechny)
- 2003 - 31 628
- 2004 - 31 530
- 2005 - 31 327
- 2006 - 31 197
- 2011 - 31 583
- 2012 (30 czerwca) - 31 499
- 2013 (30 czerwca) - 31 326[4]

## Powierzchnia Bielawy
- 1995 - 36,20 km²
- 2006 - 36,21 km²